# Wilhelm von Oertzen (1828–1895)
Wilhelm Fritz Julius Heinrich Thedwig von Oertzen (* 21. März 1828 in Barsdorf; † 16. Januar 1895 in Malchin) war ein deutscher Gutsbesitzer, Diplomat sowie Amts- und Klosterhauptmann in Mecklenburg.

## Leben

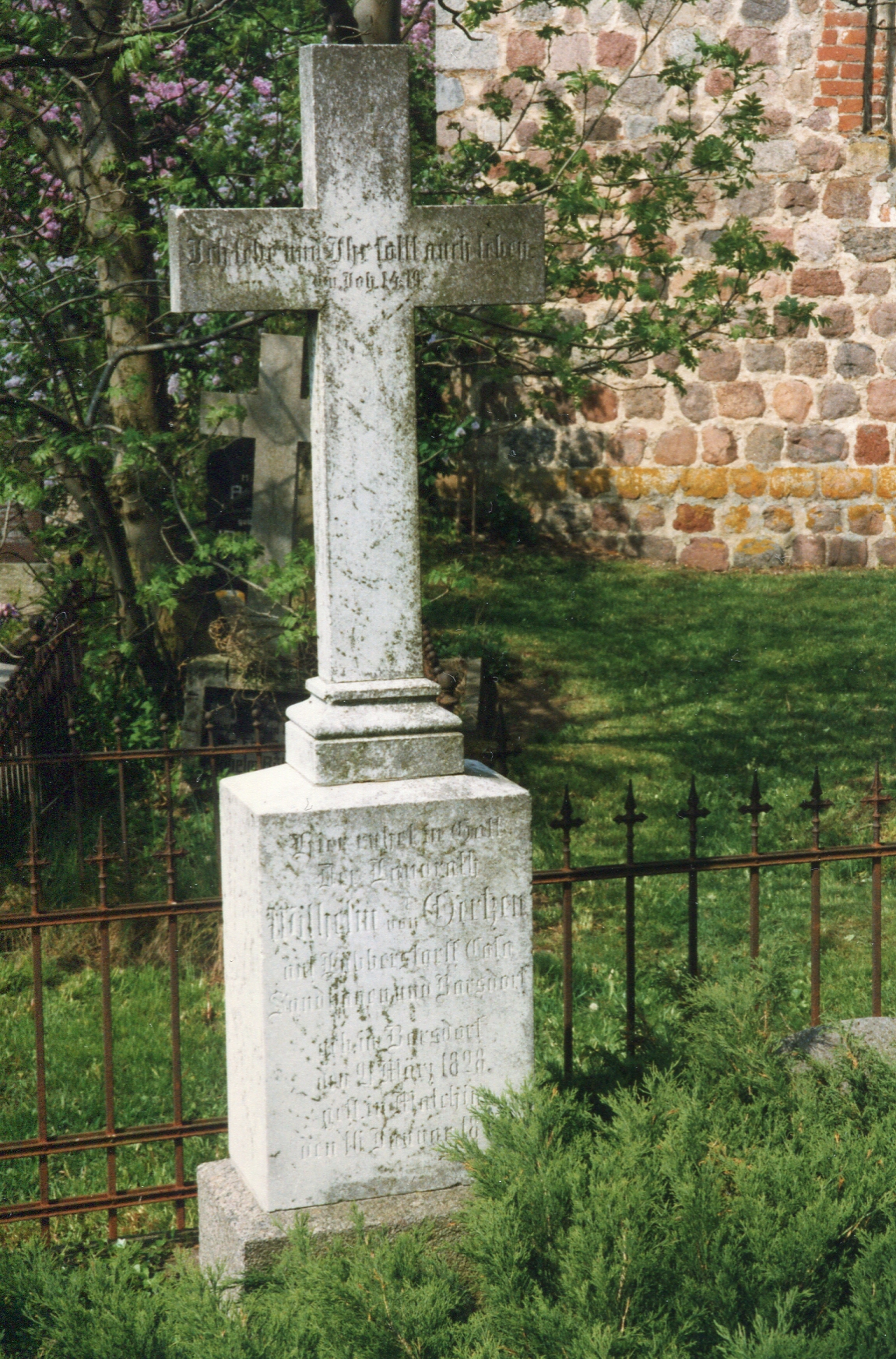
Grabstelle in Lübbersdorf (1997)

Wilhelm von Oertzen entstammte der Linie Lübbersdorf des weit verzweigten mecklenburgischen Adelsgeschlechts. Er wurde als ältester Sohn des Gutsbesitzers und Oberhauptmanns Wilhelm von Oertzen (1803–1889; #405) und dessen Frau Auguste, geb. von Balthasar (1809–1879) aus dem Hause Pritzier, in Barsdorf (damals zum Landesteil Mecklenburg-Strelitz gehörend) geboren und wuchs dort als ältestes Kind unter sechs Geschwistern auf. Als Erbe des Vaters fielen ihm später die Güter Barsdorf, Lübbersdorf und Cosa in Südostmecklenburg zu. Der Vater war zudem Kreisdepurtierter des Mecklenburgischen Ritterschaftlichen Kreditvereins, für den Stargardischen Kreis, zusammen mit Oberhauptmann Otto von Dewitz-Krumbeck (1788–1858, #497).

### Ausbildung
Als Abiturient findet sich Oertzen in keiner Absolventenliste irgendeiner Höheren Schule beider mecklenburgischer Teilstaaten. Er studierte 1849 Rechtswissenschaft an der Universität Bonn und wurde dort Mitglied des Corps Borussia Bonn. Diesem gehörte zur gleichen Zeit auch der nachmalige Kaiser Friedrich an, dessen Leibbursche Oertzen war. Aus dieser Zeit verband ihn bis zu dessen Tod eine intime Freundschaft mit dem Kronprinzen.

### Berufung
Danach trat Oertzen in den Staatsdienst von Mecklenburg-Strelitz ein. Von 1858 bis 1882 stand er als (Land-)Drost dem Domänenamt Feldberg vor und war zeitweilig Mecklenburg-Strelitzer Bevollmächtigter Bundesrat. Wenn Wilhelm von Oertzen zu den Sitzungen des Bundesrates nach Berlin kam, wurde er jedes Mal vom Kronprinzen, der den Vorsitz bei den Bundesratssitzungen führte, vor allen anderen mit den Worten begrüßt: Guten Tag Laibbursch!, wir müssen ja zuerst arbeiten, aber dann kommst Du gleich mit zu meiner Frau und wir unterhalten uns dann weiter. Oertzen erhielt vom Kronprinz zwei große Stiche mit den Bildern des Kronprinzen und seiner Frau mit eigenhändiger Unterschrift.
Oertzen war Großherzoglich Mecklenburg-Strelitzscher Kammerherr. Zeitnahe Quellen erwähnen ihn sowohl als Landrat wie auch als Landdrost, was möglicherweise auf einer Verwechslung der beiden Bezeichnungen beruht.
Am 14. Januar 1872 nahm er in Berlin an der Konstituierung der Berliner Nordbahn-Gesellschaft teil. Großherzog Friedrich Wilhelm (II.) hatte Oertzen die Staatsaufsicht für Mecklenburg-Strelitz über die Geschäftsgebaren der Eisenbahngesellschaft übertragen. In seiner Eigenschaft als Regierungskommissar wurde er 1889 noch beim Bau der Bahnstrecke von Neustrelitz über Wesenberg nach Mirow genannt.

### Klosterhauptmann im Kloster Dobbertin

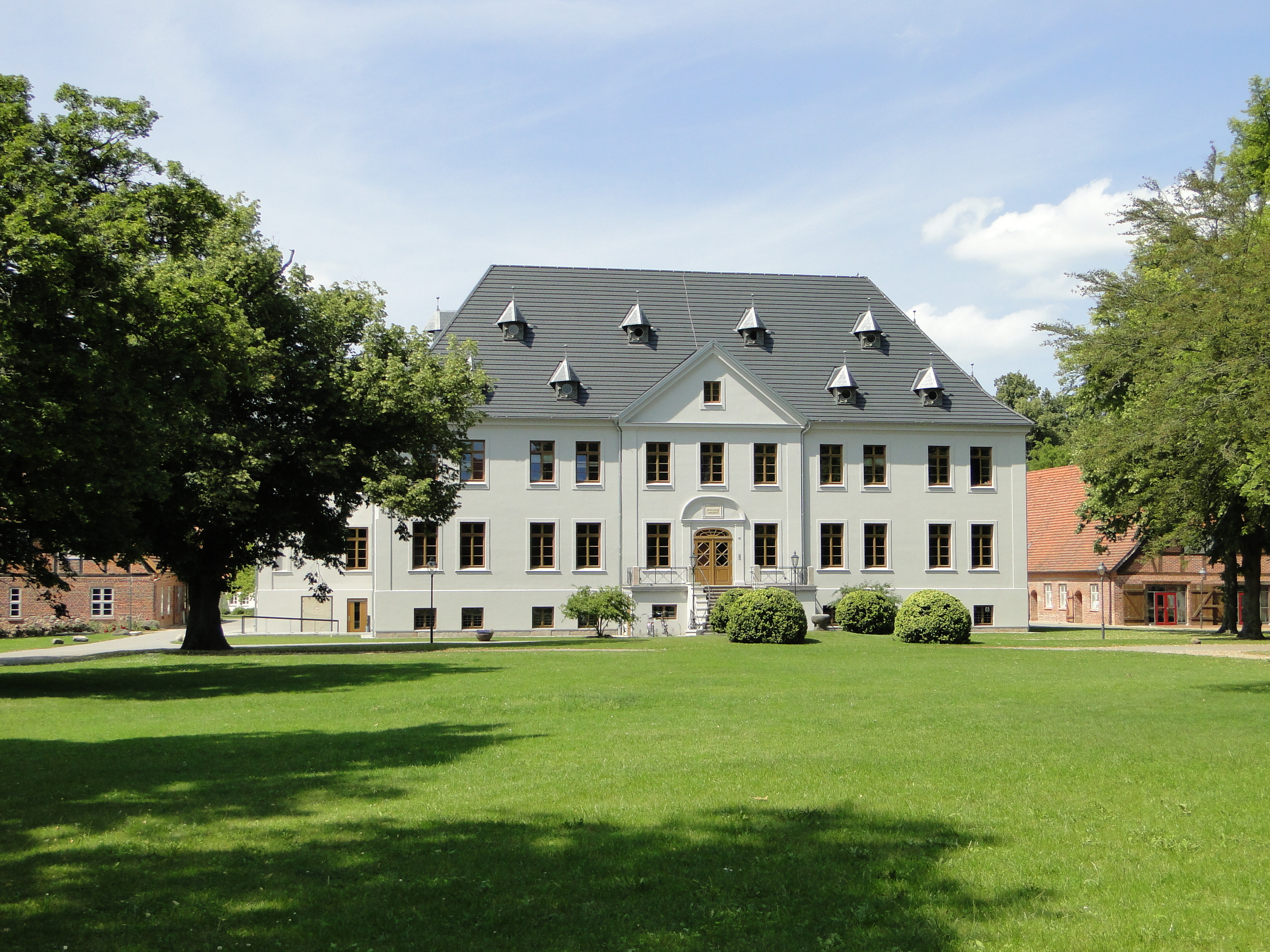
Klosterhauptmannshaus (2011)

Von 1882 bis 1894 war Wilhelm von Oertzen als Klosterhauptmann des Klosters Dobbertin der Vermögensverwalter des gesamten Klosteramtes. Als Geschäftsführer hatte er mit seinen beiden Provisoren und dem Küchenmeister als Finanzbeamter die Oberaufsicht im Klosteramt. Er wurde auf dem Landtag für sechs Jahre gewählt und teilte die Aufgaben nach festen Regeln ein.
Die feierliche Amtseinführung erfolgte am 16. Juni 1882 im Amtszimmer des Klosterhauptmannshauses mittels Eidleistung und Handschlag. Die Vorstellung der Dorfschulzen als Bürgermeister aller Klosterdörfer, sämtlicher Förster, Klosterbeamten und einiger Bediensteter fand am 17. Juni 1882 im Gerichtslokal und anschließend der Konventualinnen mit der Frau Domina Hedwig von Schack a. d. H. Pankelow als Vorsteherin des Konvents im Konventsaal statt. Die Klosterhauptmännin Clementine von Oertzen war eine sehr energische Frau und so gab es ständig Differenzen mit der Frau Domina Hedwig von Schack um die Vorherrschaft im Kloster Dobbertin. Häufig musste der Klosterhauptmann schlichtend eingreifen.
Während seiner 12-jährigen Amtszeit als Klosterhauptmann engagierte er sich besonders für die Verbesserung des gesamten Schulwesens in den Klosterdörfern. Nach seiner mit den Provisoren Josias von Plüskow auf Kowalz und Diederich von Mecklenburg auf Wieschendorf am 13. August 1886 für die Ortschaften erlassenen Schulordnung war auf einen regelmäßigen Schulbesuch zu achten. Die Oberaufsicht hatte der Klosterhauptmann mit dem Pastor, ihm zur Seite standen der Dorfschulze und der Lehrer, die auch gemeinsam den Lehrplan, die Lehrbücher und die Lehrmittel bestimmten. Ferien gab es reichlich, so zu Weihnachten, Ostern, Pfingsten, während der Getreide- und Kartoffelernte und an Markttagen in Dobbertin und Goldberg.
In den umliegenden Wäldern der Schwinzer Heide schoss er bei der Hochwildjagd im Klädener Revier der Klosterforst seinen stärksten Hirsch.

### Auszeichnungen
Am 29. November 1867 wurde Oertzen als Ritter des Hausordens der Wendischen Krone geehrt.
Als Bevollmächtigter des Johanniterordens nahm er von 1870 bis 1871 am Deutsch-Französischen Krieg teil und erhielt für seine Verdienste das Eiserne Kreuz am weißen Bande.

### Familie
Wilhelm von Oertzen war seit dem 2. August 1859 mit der aus Stolpe in Mecklenburg-Strelitz stammenden Gutsbesitzertochter Clementine, geb. von Warburg (* 2. Oktober 1839) verheiratet und zog mit seiner jungen Frau nach Feldberg.
In seiner Ehe wurden 1860 Tochter Louise, 1862 Sohn Wilhelm jun., 1863 Sohn Detlof und 1867 Sohn Fritz geboren. Die älteste und einzige Tochter heiratete Friedrich von Neumann-Cosel auf Leistenow bei Utzedel. Sohn Wilhelm von Oertzen blieb auf Lübbersdorf und Cosa und war mit Olga, geb. von Kühlewein, verheiratet. Detlof von Oertzen war später auf Barsdorf und vermählt mit Sophie Freiin von Uslar-Gleichen. Der jüngste Sohn Fritz von Oertzen wanderte wegen hoher Schulden nach Brasilien aus und ist dort verschollen.
Wilhelm von Oertzen starb 1895 in Malchin während der Landtagsversammlung an Herzschlag. Er hatte neben einem Furunkel im Nacken auch noch Wundfieber. Clementine zog auf den Lübbersdorfer Wohnsitz nach Cosa und dann über Neubrandenburg in die Residenzstadt Neustrelitz. Hier gehörte sie zum engen Kreis der alten Großherzogin Augusta Caroline (1822–1916), welche sie häufig mit eigener Hofequipage zu Spazierfahrten abholen ließ. Am 12. Oktober 1911 verstarb sie mit 72 Jahren in Neustrelitz und wurde in Lübbersdorf neben ihrem Mann beigesetzt. Aus dem Nachlass der Clementine von Oertzen, geb. von Warburg, existiert noch ein kleines Ölgemälde ihres Elternhauses Stolpe.
Erbe auf Rittergut Lübbersdorf mit Cosa wurde Wilhelm jun. Er war in seiner Schulzeit unter anderem an den Gymnasien in Anklam und Treptow a. R sowie auf der Ritterakademie Brandenburg. 1908 übernahm er als Reserveoffizier dann den als Fideikommiss geführten Gutsbesitz. Er starb 1928 und verkaufte Lübbersdorf mit 1223 ha im Vorjahr an die Pommersche Landgesellschaft Stettin, Cosa mit 491 ha konnte gehalten werden.

### Ungedruckte Quellen
Landeshauptarchiv Schwerin (LHAS)
- LHAS 2.12-3/2 Klöster und Ritterorden. Generalia Dobbertin. Nr. 27, 31 Ernennung und Bestätigung der Klosterhauptmänner.
- LHAS 3.2-3/1 Landeskloster/Klosteramt Dobbertin. Nr. 371 b, Einführung der Klosterhauptmänner.

Stadtarchiv Ribnitz, Klosterakten Dobbertin, D 70.

### Gedruckte Quellen
- Grossherzoglich Mecklenburg-Schwerinsche Staats-Kalender, Jahrgänge 1883–1893, Achter Abschnitt. Klöster, milde Stiftungen und Wohltähtigkeits Anstalten, A. Jungfrauen Klöster, 1. Das Kloster Dobbertin, a. Kloster Beamte, Klosterhauptmann Landdrost a. D., Kammerherr Wilhelm von Oertzen, auf Barsdorf und Lübbersdorf.